# Bélarga
Bélarga é uma comuna francesa na região administrativa de Occitânia, no departamento de Hérault. Estende-se por uma área de 4,13 km². Em 2010 a comuna tinha 668 habitantes (densidade: 161,7 hab./km²).